# 比丘尼御所
比丘尼御所（びくにごしょ）は、日本で中世以降にみられた一定の身分を有する女性が住持を務めた尼寺。尼門跡ともいうが近代以降の呼称である。

## 歴史

### 中世
中世の比丘尼御所は天皇家、将軍家、摂関家などに生まれた女性が住持となった尼寺で、厳しい戒律や修行を目的としたものではなく、その環境を引き継いだ御所的な生活を送る場所であった。
未婚の内親王は平安時代には女院となる例が多かったが、中世になると女院は再び天皇の后がなるものとなり、斎王の制度もなくなっていたことから、未婚の内親王が出家して比丘尼御所で生活を送ったのではないかとする説がある。

### 近世
近世の比丘尼御所は公家方の女性が住持を務め、幕府から公家方支配を受けており、朱印状による知行安堵を受けている寺院を言った。
寺主を皇女が務める御宮室と公家の息女が務める御禅室があり、御宮寺8箇寺、御禅室7箇寺であった。御禅室7箇寺のうち総持院、宝慈院、本光院の3箇寺は宝暦年間（1751年 - 1764年）に加えられた。
江戸時代末期の比丘尼御所は次のとおり。
- 御宮室 - 大聖寺、宝鏡寺、曇華院、光照院、霊鑑寺、圓照寺、林丘寺、中宮寺
- 御禅室 - 慈受院、三時知恩寺、法華寺、瑞龍寺、総持院、宝慈院、本光院

1871年（明治4年）5月、霊鑑寺宮、圓照寺宮の家事向を宮内省に属し、諸門跡、比丘尼御所号を廃し、寺院を地方官の管轄とした。

現代では一般的に尼門跡寺院と呼称され、京都・奈良に大聖寺、宝鏡寺、曇華院、光照院、円照寺、林丘寺、霊鑑寺、中宮寺、法華寺、三時知恩寺、 慈受院、宝慈院、本光院の合計十三箇寺が残る。が、基本的には一般に解放されておらず、茶道華道の家元などを兼ねて会員限定で出入りが許される。近代までは石高で運営されていたこともあり、尼寺が総じてそうであるように、檀家制度は取らず、一般向けの墓地も保有していない。